# Mac App Store
Mac App Store（マック・アップストア）は、Appleが運営する、macOS向けアプリケーションのダウンロードサービスである。iOS向けのApp Storeと同じく、安全なアプリケーションを簡単にインストール・アップデートできる。

## 概要
2011年1月6日にリリースされたMac OS X v10.6.6以降で利用できる。
Mac App Store のアプリケーションは、個人で所有または操作するすべてのMac（複数台）で利用出来る。
Appleの公式サイトではMac App Store表記であるが、macOS上ではApp Store表記である。
macOS Mojaveからデザインがリニューアルされ、iOS 11のようなデザインと機能を備えた。
macOS Big SurではAppleシリコンアーキテクチャを搭載したMacで、iOS向けのアプリケーションをダウンロードして使用することが可能になった。
macOS Sequoiaではアプリのダウンロード時に2倍の容量が必要だった問題が改善され、アプリのダウンロードを一時停止出来るようになった。
macOS 15.1では1GBを超えるアプリを外部ドライブにインストールすることができる機能が追加された。

## 歴史
- 2011年1月6日 - オープン[6]。
- 2011年12月12日 - ダウンロード本数が1億本を突破したことが発表された[7]。